# Prince George (Colombie-Britannique)
Pour les articles homonymes, voir Prince George.
Prince George est une ville de Colombie-Britannique au Canada. Avec près de 78 000 habitants elle est la principale cité du centre de la province et le chef-lieu du district régional de Fraser-Fort George. Elle se situe sur le plateau Intérieur à la confluence du Fraser et de la rivière Néchaco. C'est un important carrefour de communication, un centre d'industrie forestière ainsi qu'un centre administratif et universitaire. La ville se développe à partir de 1807 avec la création d'un comptoir de la Compagnie du Nord-Ouest et d'un village amérindien Dakelh. Le climat est continental, peu humide, avec des étés tempérés.

## Histoire

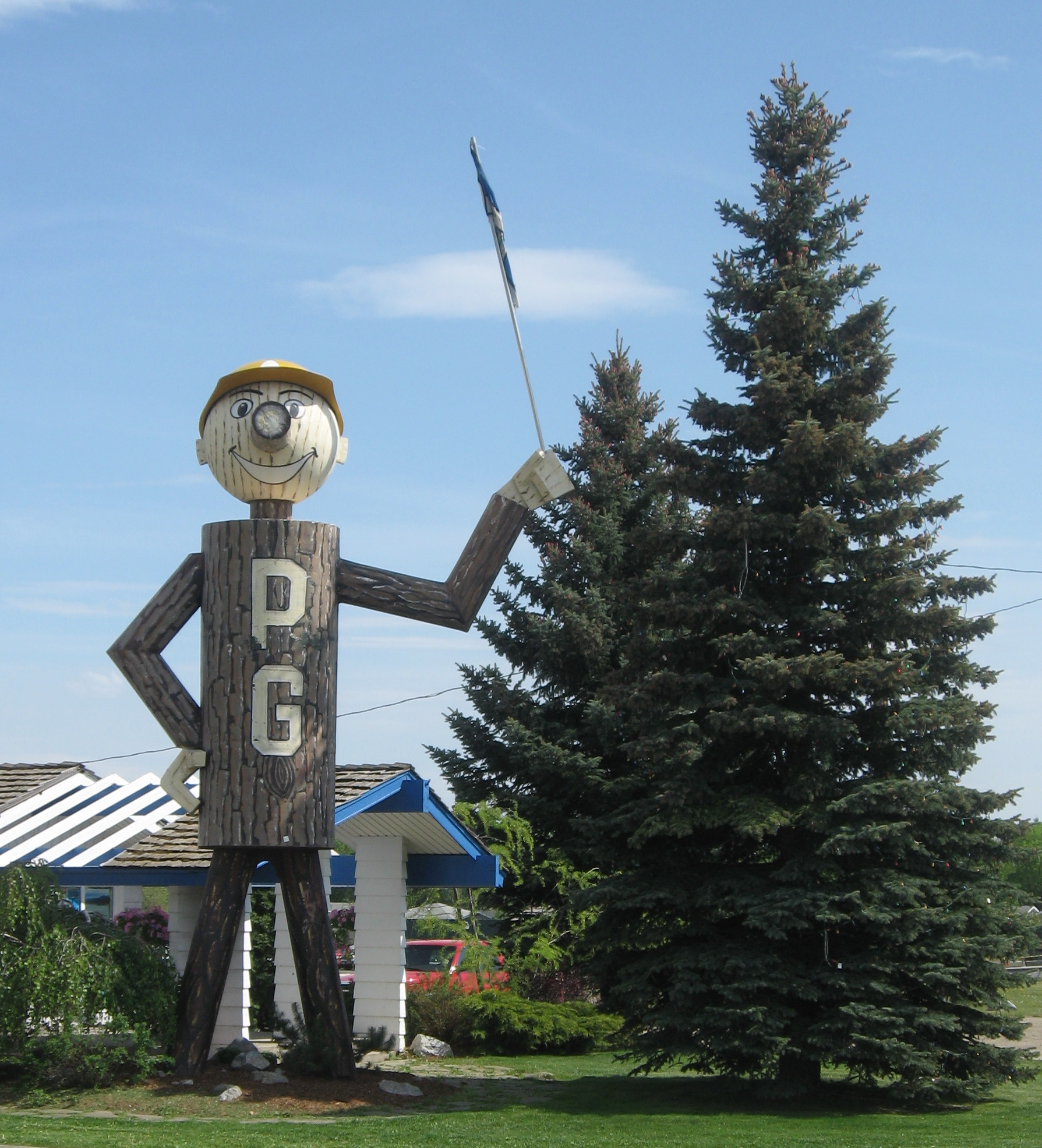
La mascotte Mister PG rappelle que lhistoire de Prince George.

Avant l’établissement des personnes d’origines européennes, la région comprenait le territoire du peuple Lheidli T’enneh. L’endroit qui deviendra le centre-ville de Prince George est vendu par ce peuple autochtone au Grand Trunk Pacific Railway Company en 1912 pour 125 000 $.
La voie ferrée Grand Trunk Pacific Railway joua un gros rôle dans la naissance de cette ville. Le site de la gare était fortement contesté, avec trois endroits proposés, mais finalement celle-ci se fait construire sur ce qui est à présent First Avenue, au bout de la rue Dominion. Le centre-ville se répand d’à partir ce point. En 1915 la ville de Prince George, nommée pour le Duc de Kent (fils du roi George V), devient une ville incorporée.

## Administration et services publics

### Municipalité
Prince-George a le statut municipal de cité. Son conseil municipal se compose d'un maire et de 8 conseillers élus pour 4 ans. La ville fait partie du district régional de Fraser-Fort George dont elle est le chef-lieu. Elle nomme au sein de son conseil 4 des 14 directeurs du district régional où ils disposent de 19 des 30 droits de vote nécessaires pour les votes à majorité pondérée.
| 2008-2011  | 2011-2014   | 2014-2022, | 2022-2026 |
| ---------- | ----------- | ---------- | --------- |
| Dan Rogers | Shari Green | Lyn Hall   | Simon Yu  |

### Éducation
L’éducation au niveau primaire et secondaire est gérée par le Conseil Scolaire 57 qui dessert la ville entière. Celui-ci comprend 32 écoles élémentaires (M-7), dont trois sont des écoles d’immersion française, et huit écoles secondaires (8-12), dont une seule offre le programme d’immersion française,.
Le Conseil Scolaire Francophone 93 (CSF) gère l’école Franco-Nord (M-7) qui instruit les enfants de la communauté francophone de Prince George. Le CSF gère aussi un programme secondaire en équipe avec le Conseil Scolaire 57 à l’école Duchess Park Secondary School. Cela permet une éducation, de la maternelle jusqu’à la remise de diplôme, complètement francophone.
L'UNBC (University of Northern British Columbia) offre des programmes de baccalauréat, de maitrise et de doctorat. En 2016, cet établissement compte 3 592 élèves qui viennent principalement du nord de la Colombie-Britannique. L'UNBC comprend cinq campus dans quatre villes (Prince George (2), Fort St. John, Terrace, et Quesnel) avec le campus central situé à Prince George.
Le CNC (College of New Caledonia) est principalement une école de métiers spécialisés, mais offre à ses élèves des cours de première et deuxième année universitaire de diverses matières qui sont transférables à plusieurs universités canadiennes. Il y a six campus dans six villes situées au centre de la Colombie-Britannique (Prince George, Burns Lake, Fort St. James, Mackenzie, Quesnel, et Vanderhoof) avec celui de Prince George qui sert de campus central.

### Justice et sécurité
Prince-Georges est le siège permanent d'un tribunal provincial (Provincial Court) qui dessert en itinérance les localités de Fort-Saint-James, Fort Ware (Kwadacha), Fraser Lake, Tsay Keh Dene (Ingenika) et Vanderhoof. La ville dispose aussi d'un tribunal supérieur (Supreme Court). La gendarmerie royale du Canada possède un détachement à Prince-George qui dessert la ville et les zones rurales alentour, dont Hixon au sud et Bear Lake au nord.
En 2011 et en 2012, la cité est déclarée la plus dangereuse du Canada par le périodique Maclean's.

## Géographie

### Situation
Prince George est située au confluent du fleuve Fraser et de la rivière Néchako. Elle occupe une position centrale en Colombie-Britannique au cœur du Plateau Intérieur, au débouché des sections nord et sud du Sillon des Rocheuses. La municipalité s'étend sur 316 km², les altitudes s'étagent entre 560 m sur les rives du Fraser et 870 m au monts Cranbrook (Cranbrook Hill). Sa localisation aux portes du nord de la province lui vaut le surnom de « Capitale du nord de la Colombie-Britannique »,,.
Les zones urbanisées s'étendent sur la rive gauche du Fraser principalement au sud de la Néchaco dans la plaine au pied de la côte de Cranbrook entre 600 et 570 m d'altitude. Ce sont, du nord au sud, les quartiers de Central Fort George, Fort George Park, South Fort George, Charella Garden, College Heights et Vanway. Les trois premiers quartiers sont généralement établis selon un plan en damier. Les trois derniers présentent de nombreuses rues en impasses ou en boucles dédiées à la circulation riveraine et débouchant sur des axes routiers dédiés à la circulation générale. Au nord de la Néchaco, on trouve les quartiers de North Nechaco et de Hart Highlands.

### Transport
Prince George est à la croisée de la route Transcanadienne 16 et de la route provinciale 97. La Transcanadienne 16, ou route de Tête Jaune, traverse le centre de la Colombie-Britannique d'est en ouest. À l'ouest, elle relie la ville à Edmonton en Alberta, par la vallée du Fraser en franchissant les Rocheuses au col de Tête-Jaune. À l'est de la ville, la transcanadienne 16 rejoint le port de Prince Rupert sur le Pacifique en traversant la Chaîne Côtière par les vallées des rivières Bulkley et Skeena. La route 97 relie Prince George au territoire du Yukon au nord et vers le sud elle suit généralement la vallée du Fraser jusqu'à rejoindre la transcanadienne 1 à Cache Creek. Au niveau de Prince George les routes 16 et 97 sont généralement à voie rapide avec deux chaussées séparées de deux voies partiellement au normes autoroutières (tantôt avec échangeur tantôt avec croisement à niveau). En dehors de la ville, ces deux routes sont à chaussée simple à deux voies.
La ville est desservie par un réseau de près d'une vingtaine de lignes de bus urbains, cadencés toutes les demi-heures ou toutes les heures. Ce réseau est géré par l'opérateur public provincial BC Transit. Via Rail Canada exploite la ligne chemin de fer Jasper-Prince Rupert proposant 3 trains par semaine dans chaque sens avec escale nocturne en gare de Prince George. L'aéroport dispose de liaisons régulières, principalement vers les aéroports des métropoles régionales de Vancouver et Victoria en Colombie-Britannique ou Edmonton et Calgary en Alberta.

### Démographie
La population de la municipalité de Prince-George atteint 76 708 habitants en 2021, soit une densité de 243 hab./km². Ce chiffre comprend une part importante de population rurale du fait de l'étendue de la municipalité. La ville proprement dite a une population sensiblement inférieure, avec 67 339 habitants au recensement de 2021, correspondant à une densité de 911 hab./km².
| 1951  | 1956   | 1971   | 1976   | 1981   | 1986   |
| ----- | ------ | ------ | ------ | ------ | ------ |
| 4 703 | 10 563 | 49 365 | 59 929 | 67 559 | 67 621 |

| 1991   | 1996   | 2001   | 2006   | 2011   | 2016   |
| ------ | ------ | ------ | ------ | ------ | ------ |
| 69 653 | 75 150 | 72 406 | 70 981 | 71 974 | 74 003 |

| 2021   | - | - | - | - | - |
| ------ | - | - | - | - | - |
| 76 708 | - | - | - | - | - |

### Climat
Le climat de Prince-George est un climat continental, peu humide avec des étés tempérés, classé Dfb dans la classification de Köppen.
| Mois                                  | jan.       | fév.       | mars       | avril     | mai        | juin      | jui.      | août      | sep.       | oct.       | nov.     | déc.       | année          |
| ------------------------------------- | ---------- | ---------- | ---------- | --------- | ---------- | --------- | --------- | --------- | ---------- | ---------- | -------- | ---------- | -------------- |
| Température minimale moyenne (°C)     | −10,5      | −8,1       | −4,8       | −0,5      | 4,2        | 8,2       | 10        | 9,1       | 5          | 0,7        | −4,8     | −9,3       | −0,1           |
| Température moyenne (°C)              | −6,7       | −3,7       | 0,8        | 5,9       | 10,9       | 14,6      | 16,6      | 16        | 11,2       | 5,4        | −1,5     | −5,8       | 5,3            |
| Température maximale moyenne (°C)     | −2,9       | 0,8        | 6,3        | 12,3      | 17,6       | 20,9      | 23,1      | 22,7      | 17,3       | 10         | 1,8      | −2,3       | 10,6           |
| Record de froid (°C) date du record   | −49,4 1928 | −46,7 1936 | −37,2 1918 | −25 1920  | −11,1 1919 | −4,4 1922 | −1,7 1923 | −2,2 1930 | −14,4 1926 | −25,5 1984 | −36 1985 | −48,9 1927 | −49,4 1/1/1928 |
| Record de chaleur (°C) date du record | 14,5 1981  | 14,4 1941  | 21,5 2016  | 31,7 1977 | 37,5 1983  | 39 2021   | 38,9 1941 | 35,6 1927 | 33,3 1938  | 26 1987    | 20 2016  | 12,8 1919  | 39 29/6/2021   |
| Précipitations (mm)                   | 54,4       | 29         | 27,4       | 32,8      | 42,4       | 61,3      | 58,9      | 45,9      | 53,7       | 60,5       | 47,7     | 44,1       | 558,1          |
| dont neige (cm)                       | 42,7       | 20,5       | 11,8       | 2,5       | 0,3        | 0         | 0         | 0         | 0,1        | 4,5        | 22,8     | 36,9       | 142            |
| Nombre de jours avec précipitations   | 14,5       | 10,4       | 10,7       | 10,9      | 12,9       | 15,3      | 13,9      | 12,1      | 13,2       | 15,5       | 14,2     | 12,5       | 156            |
| Nombre de jours avec neige            | 11,8       | 6,9        | 5          | 1,5       | 0,31       | 0         | 0         | 0         | 0,08       | 1,7        | 8,2      | 10,1       | 45,4           |

| Diagramme climatique                                  |           |             |              |             |             |            |             |           |           |             |              |
| J                                                     | F         | M           | A            | M           | J           | J          | A           | S         | O         | N           | D            |
| −2,9−10,554,4                                         | 0,8−8,129 | 6,3−4,827,4 | 12,3−0,532,8 | 17,64,242,4 | 20,98,261,3 | 23,11058,9 | 22,79,145,9 | 17,3553,7 | 100,760,5 | 1,8−4,847,7 | −2,3−9,344,1 |
| Moyennes : • Temp. maxi et mini °C • Précipitation mm |           |             |              |             |             |            |             |           |           |             |              |

| Mois                                  | jan.      | fév.      | mars       | avril      | mai       | juin      | jui.      | août      | sep.       | oct.       | nov.       | déc.       | année          |
| ------------------------------------- | --------- | --------- | ---------- | ---------- | --------- | --------- | --------- | --------- | ---------- | ---------- | ---------- | ---------- | -------------- |
| Température minimale moyenne (°C)     | −11,7     | −9,6      | −5,6       | −1,1       | 3,4       | 7,3       | 9,1       | 8         | 4          | −0,5       | −5,9       | −10,9      | −1,1           |
| Température moyenne (°C)              | −7,9      | −5        | −0,2       | 5          | 10,1      | 13,8      | 15,8      | 15        | 10,4       | 4,5        | −2,5       | −7,2       | 4,3            |
| Température maximale moyenne (°C)     | −4        | −0,4      | 5,2        | 11,2       | 16,7      | 20,2      | 22,4      | 22        | 16,7       | 9,4        | 1          | −3,5       | 9,7            |
| Record de froid (°C) date du record   | −50 1950  | −45 1956  | −37,8 1955 | −25,6 1954 | −8,3 1954 | −2,8 1949 | −1,7 1950 | −3,9 1947 | −12,2 1951 | −26,5 1984 | −41,7 1955 | −45,6 1964 | −50 2/1/1950   |
| Record de chaleur (°C) date du record | 12,8 1968 | 12,8 1954 | 19,9 2016  | 29,7 1977  | 36 1983   | 38,4 2021 | 35,6 2007 | 33,4 1981 | 31,4 1988  | 25,2 1987  | 18,8 2016  | 11,7 1952  | 38,4 29/6/2021 |
| Ensoleillement (h)                    | 49        | 84        | 153,5      | 204,6      | 247,5     | 251       | 286,2     | 261,8     | 177,7      | 108        | 51,2       | 43,6       | 1 918,1        |
| Précipitations (mm)                   | 52,9      | 29,5      | 29,7       | 36         | 49        | 65,3      | 62,1      | 51,5      | 56,3       | 63,3       | 55,3       | 43,9       | 594,9          |
| dont neige (cm)                       | 54,6      | 28,1      | 20,8       | 7,4        | 1,9       | 0         | 0         | 0         | 0,3        | 7,9        | 36,2       | 47,7       | 205,1          |
| Nombre de jours avec précipitations   | 15,2      | 11,7      | 11,3       | 10,3       | 13,5      | 15,2      | 14,3      | 13,1      | 12,6       | 15,8       | 15,6       | 14,3       | 162,9          |
| Humidité relative (%)                 | 77,4      | 66,2      | 52,1       | 42,4       | 41,2      | 45,7      | 46,8      | 46,5      | 51,5       | 61,5       | 76,8       | 78,9       | 57,3           |
| Nombre de jours avec neige            | 14        | 9,9       | 7,9        | 3,3        | 1         | 0         | 0         | 0         | 0,2        | 2,6        | 11,3       | 13,3       | 63,4           |

| Diagramme climatique                                  |              |             |            |           |             |             |         |           |             |           |               |
| J                                                     | F            | M           | A          | M         | J           | J           | A       | S         | O           | N         | D             |
| −4−11,752,9                                           | −0,4−9,629,5 | 5,2−5,629,7 | 11,2−1,136 | 16,73,449 | 20,27,365,3 | 22,49,162,1 | 22851,5 | 16,7456,3 | 9,4−0,563,3 | 1−5,955,3 | −3,5−10,943,9 |
| Moyennes : • Temp. maxi et mini °C • Précipitation mm |              |             |            |           |             |             |         |           |             |           |               |

## Économie
La forêt y est abondante. Au printemps, cette cité accueille plusieurs « treeplanters ».[réf. nécessaire]

## Sport et Loisirs
On y pratique la promenade, la course, le vélo, le ski, le surf des neiges, la raquette, le patin, la baignade, le patin à roues alignées ou la pêche.

## Personnalités liées à la ville
- Dean Butler, acteur ;
- Jon Cooper, joueur professionnel de hockey sur glace ;
- Brett Festerling, joueur professionnel de hockey sur glace ;
- Karilee Fuglem, artiste pluridisciplinaire ;
- Richard Hastings, joueur professionnel de soccer ;
- Sean LeBrun, joueur professionnel de hockey sur glace ;
- Brandon Manning, joueur professionnel de hockey sur glace ;
- Angela Naeth, triathlète ;
- Sarena Parmar, actrice ;
- Marylin Star, actrice pornographique ;
- Anthony Sedlak, chef cuisinier ;
- Turner Stevenson, joueur professionnel de hockey sur glace ;
- Alyxandria Treasure, athlète spécialisée en saut en hauteur.